# Wielokrążek różnicowy

Wielokrążek różnicowy

Wielokrążek różnicowy – rodzaj wielokrążka z pętlowym cięgnem łańcuchowym, w którym występuje krążek przesuwny, a krążek stały składa się z dwóch sztywno połączonych kół łańcuchowych o różnych promieniach.
Zależność opisująca działanie wielokrążka:
{\displaystyle P={\frac {R-r}{2R}}Q,}
gdzie:
{\displaystyle P} – siła poruszająca,
{\displaystyle r,R} – promienie krążków,
{\displaystyle Q} – siła użyteczna (np. od podnoszonego ciężaru).
Powyższa zależność określa jaka musi być wartość siły {\displaystyle P,} gdy wielokrążek jest obciążony siłą {\displaystyle Q.}

## Wielokrążek różnicowy w układach rzeczywistych
W układach rzeczywistych dochodzą zjawiska dynamiczne, związane z inercją układu oraz straty mechaniczne związane z oporami ruchu. W naszym przypadku przyjmujemy, że ruch w układzie jest ruchem ustalonym.
Wtedy spełnione jest równanie:
{\displaystyle P={\frac {R-r}{2R\eta _{wkr}}}Q.}
Sprawność wielokrążka różnicowego:
{\displaystyle \eta _{wkr}={\frac {\left(R-r\right)\left(1+\eta \right)}{2R\left(1{,}01-0{,}99\eta {\frac {r}{R}}+0{,}2\mu \left(1+\eta \right)\right)}},}
gdzie:
{\displaystyle \eta } – sprawności krążka stałego,
{\displaystyle \mu } – współczynniku tarcia na osi krążka stałego.
W praktyce przyjmuje się:
- przy łożyskowaniu tocznym {\displaystyle \mu =0{,}05,}
- przy łożyskowaniu ślizgowym {\displaystyle \mu =0{,}1.}